# Vujanovo
Vujanovo (en serbe cyrillique : Вујаново) est un village de Serbie situé dans la municipalité de Bojnik, district de Jablanica. Au recensement de 2011, il comptait 45 habitants.

## Démographie
| 1948 | 1953 | 1961 | 1971 | 1981 | 1991 | 2002 | 2011 |
| ---- | ---- | ---- | ---- | ---- | ---- | ---- | ---- |
| 363  | 385  | 329  | 180  | 138  | 94   | 64   | 45   |

|  |